# Calle del Oso

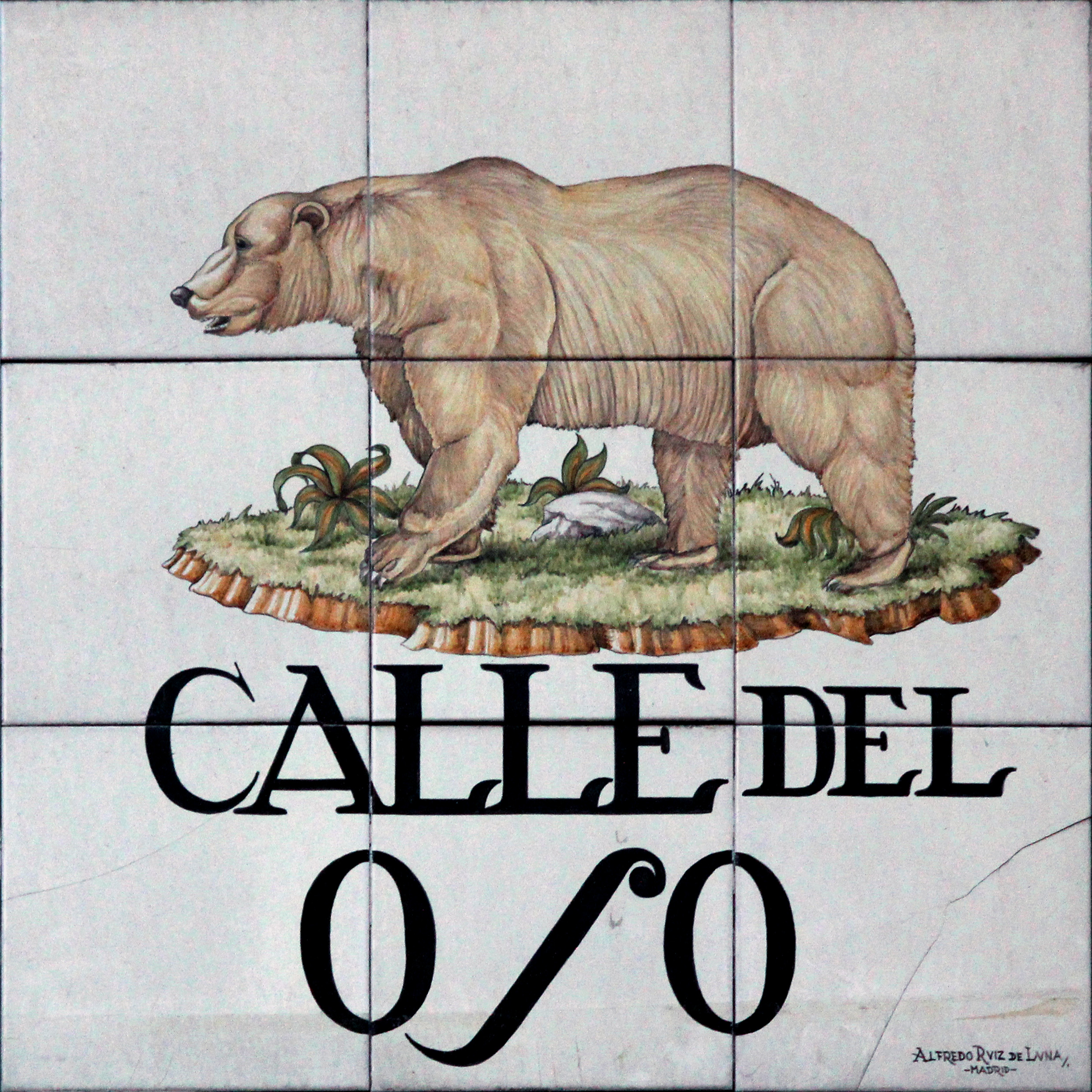
Calle del Oso en Madrid. Callejero de azulejos del ceramista Ruiz de Luna.

La calle del Oso, es una estrecha vía del barrio de Embajadores en el distrito Centro de Madrid. Desciende desde la calle del Mesón de Paredes hasta Embajadores, en el Lavapiés de Cabestreros y de la antigua parroquia de San Millán, en el desaparecido distrito municipal de la Inclusa. En sus más de cuatro siglos de historia se documentan ilustres o famosos vecinos, delitos inconfesables, decanas corralas,  populares verbenas y algún que otro milagro.

## Historia

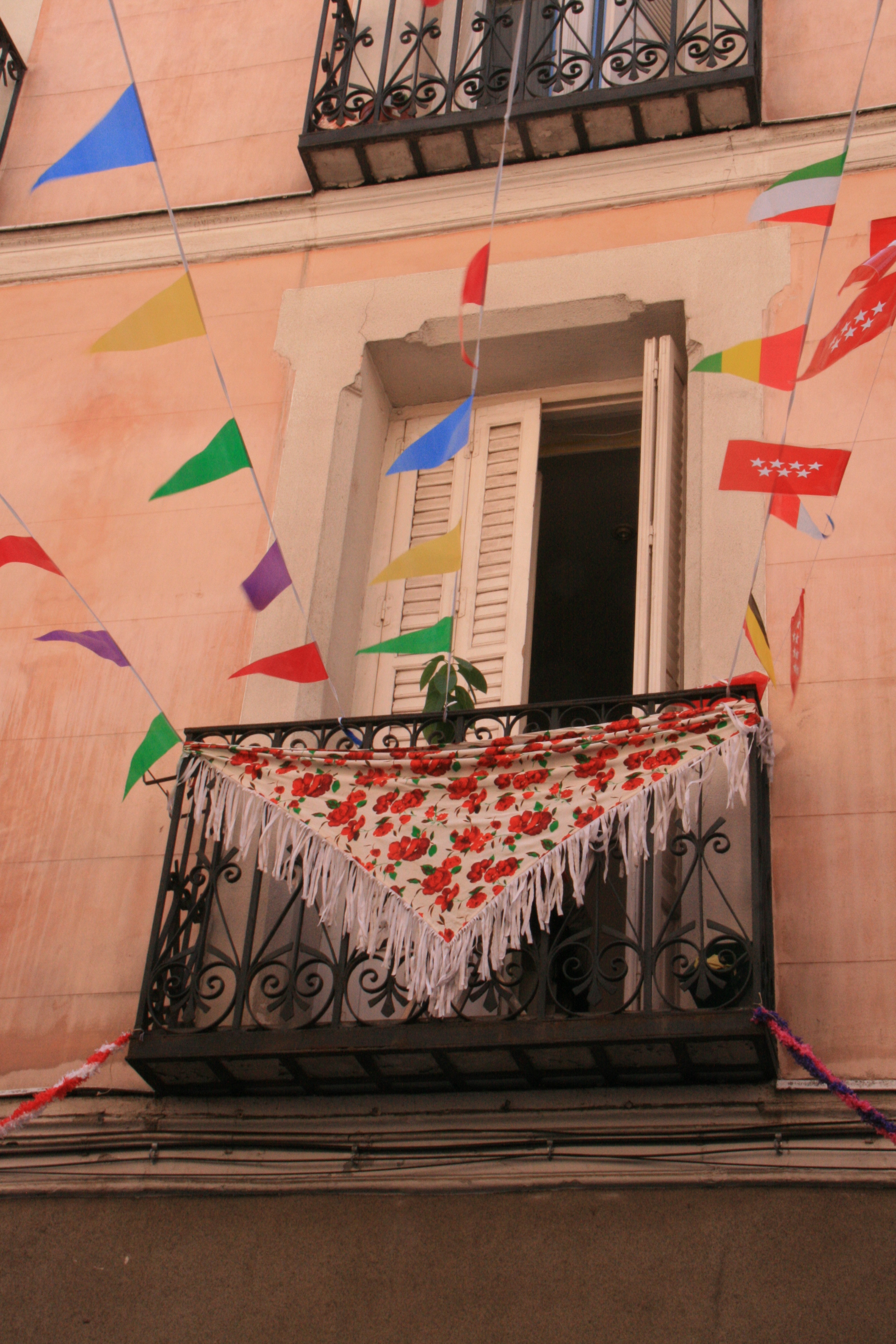
Balcón engalanado durante las Fiestas de San Cayetano, en 2012.

En su documentado catálogo histórico de las calles de Madrid, Pedro de Répide la presentaba al comienzo del siglo XX como calleja "en la que hay alguna sórdida mansión, célebre en los anales del hampa madrileña" (pero sin especificar nada más).
Sí ha quedado documentada la presencia en ella de algunos vecinos que hicieron carrera en el mundo del espectáculo, como el actor José Mata que murió en una humilde casa en 1905; y en ella nació en 1951 la cantante y actriz Ana Belén. Víctor Manuel compuso la popular canción Calle del Oso.
Mucho antes, en los orígenes de la repoblación de este antiguo arrabal madrileño, tuvo casa rectoral Diego de Vera, hidalgo que lucía sobre su portal un escudo de cantería blasonado con un oso como en las armas del Concejo de la Villa de Madrid, motivo que al parecer dio origen al nombre de esta calle y que como tal aparece en el plano de Teixeira de 1656. Diego de Vera había fundado en 1612 un oratorio dedicado al evangelista San Marcos, instalando en él una imagen mariana que luego se conocería como Nuestra Señora del Favor. La leyenda milagrera cuenta que la intervención sobrenatural de la Virgen salvó a unos niños que entraron en la jaula de un saltimbanqui extranjero que recorría España exhibiendo un feroz oso.
También nacieron en esta calle dos arquitectos españoles del barroco madrileño, Pedro de Ribera, discípulo de Churriguera, y autor de la emblemática Ermita de la Virgen del Puerto (Madrid), y un miembro de la familia Churriguera, Alberto.